# Aneta Dědinová
Aneta Dědinová (* 9. März 1994 in Příbram) ist eine tschechische Fußballspielerin. Seit 2020 ist sie Vertragsspielerin von Sparta Prag und spielt seit 2013 auch für die A-Nationalmannschaft.

## Karriere

### Vereine
Dědinová begann im Alter von sieben Jahren in Dolní Hbity im Bezirk Příbram beim örtlichen Sportverein mit dem Fußballspielen (gemeinsam mit Jungen), bevor sie im Jahr 2009 15-jährig zum 1. FK Příbram in die weibliche Jugendmannschaft gelangte. Nach zwei Jahren begab sie sich nach Prag, um für Slavia Prag zu spielen. Dank ihrer Leistungen in der Juniorinnenmannschaft von Slavia bekam sie eine Chance in der A-Mannschaft und sammelte ihre ersten Ligaminuten, was ihr am 18. März 2013 beim 7:0-Sieg im Heimspiel gegen Hradec Králové bspw. auch gelang.
Von 2013 bis 2016 gehörte sie der Frauenfußballmannschaft des Stadtrivalen Sparta Prag an. Für die Rückrunde der Saison 2015/16 spielte sie auf Leihbasis für die im Prager Stadtteil Střížkov ansässige Frauenfußballmannschaft des FK Bohemians Prag und kam das erste Mal am 13. März bei der 0:6-Niederlage im Heimspiel gegen die Frauenfußballmannschaft von Slavia Prag zum Einsatz. Nach Ablauf der Leihfrist bzw. mit Abschluss der Saison begab sie sich ein zweites Mal zu Slavia Prag. Für diesen kam sie bspw. am 27. August 2016 (3. Spieltag) beim 5:2-Sieg im Auswärtsspiel gegen die Frauenfußballmannschaft des 1. FC Slovácko zum Einsatz, den sie mit einem Tor – dem Treffer zum 4:2 in der 70. Minute – krönte. 2017 und 2020 gewann sie mit ihrer Mannschaft die Meisterschaft – beide Male vor Sparta Prag.
Seit der Saison 2020/21 spielt sie nunmehr ein zweites Mal für Sparta Prag. In ihrer ersten Saison bestritt sie zehn von 14 Punktspielen in der regulären Saison und drei in der anschließenden Meisterrunde. In der Folgesaison waren es alle 14 Punktspiele in der regulären Saison und abermals drei in der Meisterrunde. Bis zum Ende der Saison 2024/25 bestritt sie insgesamt weitere 53 Spiele, in denen sie neun Tore erzielte.

### Nationalmannschaft
Dědinová debütierte als Nationalspielerin für den FAČR in der U19-Nationalmannschaft, die am 2. März 2012 in Geroldswil das in Freundschaft ausgetragene Länderspiel gegen die Schweizer U19-Nationalmannschaft mit 0:2 verlor. Bis zum 9. April 2013 bestritt sie acht weitere Länderspiele, davon drei in Freundschaft ausgetragene und fünf in der EM-Qualifikation.
Mit der  A-Nationalmannschaft nahm sie am Turnier um den Balaton-Cup teil und debütierte als A-Nationalspielerin am 20. August 2014 in Balatonfüred bei der 1:4-Niederlage gegen die Nationalmannschaft Polens mit Einwechslung für Jana Tomášková in der 78. Minute. Auch im zweiten Spiel, zwei Tage später, beim 3:1-Sieg über die Nationalmannschaft Ungarns wurde sie als Einwechselspielerin ab der 84. Minute berücksichtigt. Erst im Spieljahr 2014 bestritt sie wieder Länderspiele; zwei WM-Qualifikationsspiele der Gruppe 2 bei der 0:4-Niederlage gegen die Nationalmannschaft Italiens am 14. Juni in Prag und beim 4:1-Sieg über die Nationalmannschaft Estlands am 20. August in Tallinn sowie erstmals auch ein Freundschaftsländerspiel, das am 28. Oktober in Náchod 1:1 unentschieden gegen die Nationalmannschaft Polens endete.
Nach dem zweimaligen Kräftemessen mit der Nationalmannschaft Portugals in Viseu am 7. und 9. April 2015 (1:0 und 4:0), bestritt sie im Spieljahr 2016 das erste Mal ein EM-Qualifikationsspiel. Im siebten Spiel der Gruppe 6 erlebte sie das 1:1-Unentschieden gegen die Nationalmannschaft Nordirlands spielerisch in Lurgan mit, wie auch das zweimalige Aufeinandertreffen mit der Nationalmannschaft der Slowakei (2:3 und 0:1 am 21. und 24. Oktober; jeweils in Poprad).
Ihre nächsten Einsätze als A-Nationalspielerin folgten bei der Teilnahme ihrer Mannschaft am Turnier um den Zypern-Cup 2018. Sie wurde in den ersten beiden Spielen der Gruppe B eingesetzt und im Spiel um Platz 9, wobei ihr am 7. März in Larnaka beim 5:2-Sieg über die Nationalmannschaft der Slowakei mit dem Treffer zum 3:1 in der 74. Minute ihr erstes A-Länderspieltor gelang. Auf diese Mannschaft traf sie am 4. Oktober erneut; das in Freundschaft ausgetragene Länderspiel in Staré Město endete mit dem 2:0-Sieg.
Danach gehörte sie der Mannschaft in den Spieljahren 2019 und 2021 bis 2025 an und wurde in 27 Länderspielen eingesetzt. Dazu zählen vier Spiele im Turnier um den Zypern-Cup 2019, sechs Freundschaftsspiele (2019 drei, 2021, 2022 und 2023 je eins), alle sechs Spiele der Gruppe 2, Liga A sowie ein Spiel (8:1 vs. Belarus am 25. Oktober 2024; 1. Runde der Play-offs) und zwei Spiele gegen die Nationalmannschaft Portugals (1:1 und 1:2 am 29. November und am 2. Dezember 2024; Zweite Runde der Play-offs), zwei im Turnier um den Cup of Nations in Australien (3:2 vs. Jamaika am 19. und 0:3 vs. Spanien am 22. Februar 2023) sowie fünf von sechs Spielen der Gruppe 4, Liga B bei der Wettbewerbspremiere der Nations-League. Zuletzt kam sie am 8. April 2025 im vierten Spiel der der zuvor genannten Gruppe bei der zweiten Austragung der Nations-League beim 1:1-Unentschieden gegen die Nationalmannschaft der Ukraine zum Einsatz.

## Erfolge
Nationalmannschaft
- Sechste beim Zypern-Cup 2019

Sparta Prag
- Tschechische Meisterin 2021
- Tschechische Pokalsiegerin 2015

Slavia Prag
- Tschechische Meisterin 2017, 2020